# Очанка
Очанката (Euphrasia) е род едногодишни полупаразитни тревисти растения с разклонено, червеникавокафяво, окосмено стебло, високо до 20 см.
Коренът е разклонен и къс. Листата са срещуположни, назъбени яйцевидни, седящи с власинки. Цветовете са бели или бледорозови, с лилави линии и жълто петно на долната устна. Разположени са в пазвите на листата по върха на стеблото. Чашката е срасната, четиризъбеста с четирилистно сраснато венче и четири тичинки. Плодът е окосмена двуразделна кутийка с многобройни семена.
Очанката е медоносно растение.

## Разпространение
Расте край горите, из храсталаците и ливадните пасища в цяла България.

## Химичен състав
Очанката съдържа гликозида – аукобин, етерично масло и мазнини, танини, горчиви и слузести вещества, смола, синьо багрило и силициева киселина.

## Лечебни свойства
Стръковете на растението, брани по време на цъфтежа (юли-август), се изсушават на сянка, като след процедурата билката трябва да остане със зелен цвят на стеблото и листата и бледорозов на цвета.
Прилага се в българската народна медицина при стомашни заболявания (язва, оригвания) и жълтеница.